# Operace Blue Sky
Operace Blue Sky (v anglickém originále Blue Sky) je americký dramatický film z roku 1994 a poslední film režiséra Tonyho Richardsona. Hlavní role hrají Jessica Lange, Tommy Lee Jones, Powers Boothe, Carrie Snodgress, Amy Locane, Galynn Duggan a Chris O'Donnell.
Film se natáčel v roce 1990, ale kvůli bankrotu společnosti Orion Pictures se s filmem nic nedělalo až do roku 1994. I přes to získal chválu kritiků a Lange získala za roli cenu Oscara v kategorii nejlepší ženský herecký výkon v hlavní roli a Zlatý glóbus.
Film byl inspirován životem Rama Stanger-Blumové a vztahem jejích rodičů Clyda a Glorie během 60. let.

## Obsazení
- Tommy Lee Jones jako Hank Marshall
- Jessica Lange jako Carly Marshall
- Powers Boothe jako Vince Johnson
- Carrie Snodgress jako Vera Johnson
- Amy Locane jako Alex Marshall
- Anna Klemp jako Becky Marshall
- Chris O'Donnell jako Glenn Johnson
- Mitchell Ryan jako Ray Stevens
- Dale Dye jako Mike Anwalt
- Timothy Scott jako Ned Owens
- Annie Ross jako Lydia
- Gary Bullock jako Dr. Vankay
- Michael McClendon jako Robert Jennings
- Anthony Rene Jones jako pilot helikoptéry
- Jay H. Seidl jako voják na ostrově
- David Bradford jako voják č. 1
- Rene Rokk jako Yves , strážník NATO
- Matt Battaglia jako strážník NATO
- Rod Masterson jako nejmenovaný reportér

## Ocenění a nominace
| Ocenění                                     | Kategorie                                   | Nominovaní    | Výsledek  |
| ------------------------------------------- | ------------------------------------------- | ------------- | --------- |
| Chicago Film Critics Association Awards     | Nejslibnější herečka                        | Jessica Lange | nominace  |
| Los Angeles Film Critics Association Awards | Nejlepší ženský herecký výkon v hlavní roli | Jessica Lange | vítězství |
| National Society of Film Critics Awards     | Nejlepší ženský herecký výkon v hlavní roli | Jessica Lange | nominace  |
| Sant Jordi Awards                           | Nejlepší cizojazyčná herečka                | Jessica Lange | vítězství |
| Screen Actors Guild Awards                  | Nejlepší ženský herecký výkon v hlavní roli | Jessica Lange | nominace  |
| Oscar                                       | Nejlepší ženský herecký výkon v hlavní roli | Jessica Lange | vítězství |
| Young Artist Awards                         | Nejlepší ženský herecký výkon: film         | Anna Klemp    | nominace  |
| Young Artist Awards                         | Nejlepší ženský herecký výkon: film         | Amy Locane    | nominace  |
| Zlatý glóbus                                | Nejlepší ženský herecký výkon (drama)       | Jessica Lange | vítězství |